# Gurbanguly Berdimuhamedow

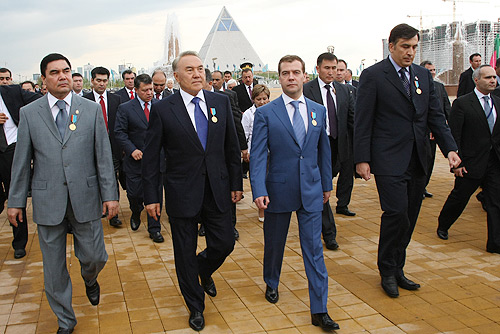
Gurbanguly Berdimuhamedow, Nursułtan Nazarbajew, Micheil Saakaszwili i Dmitrij Miedwiediew po odebraniu Medalu „10 lat Astany”, 5 lipca 2008

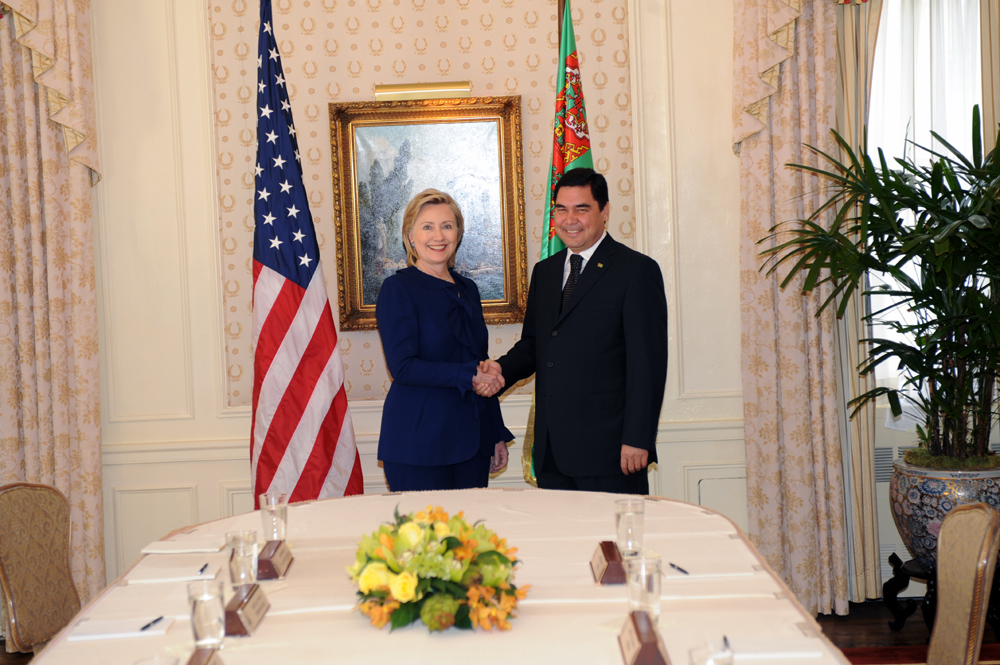
Gurbanguly Berdimuhamedow i Hillary Clinton, 21 września 2009

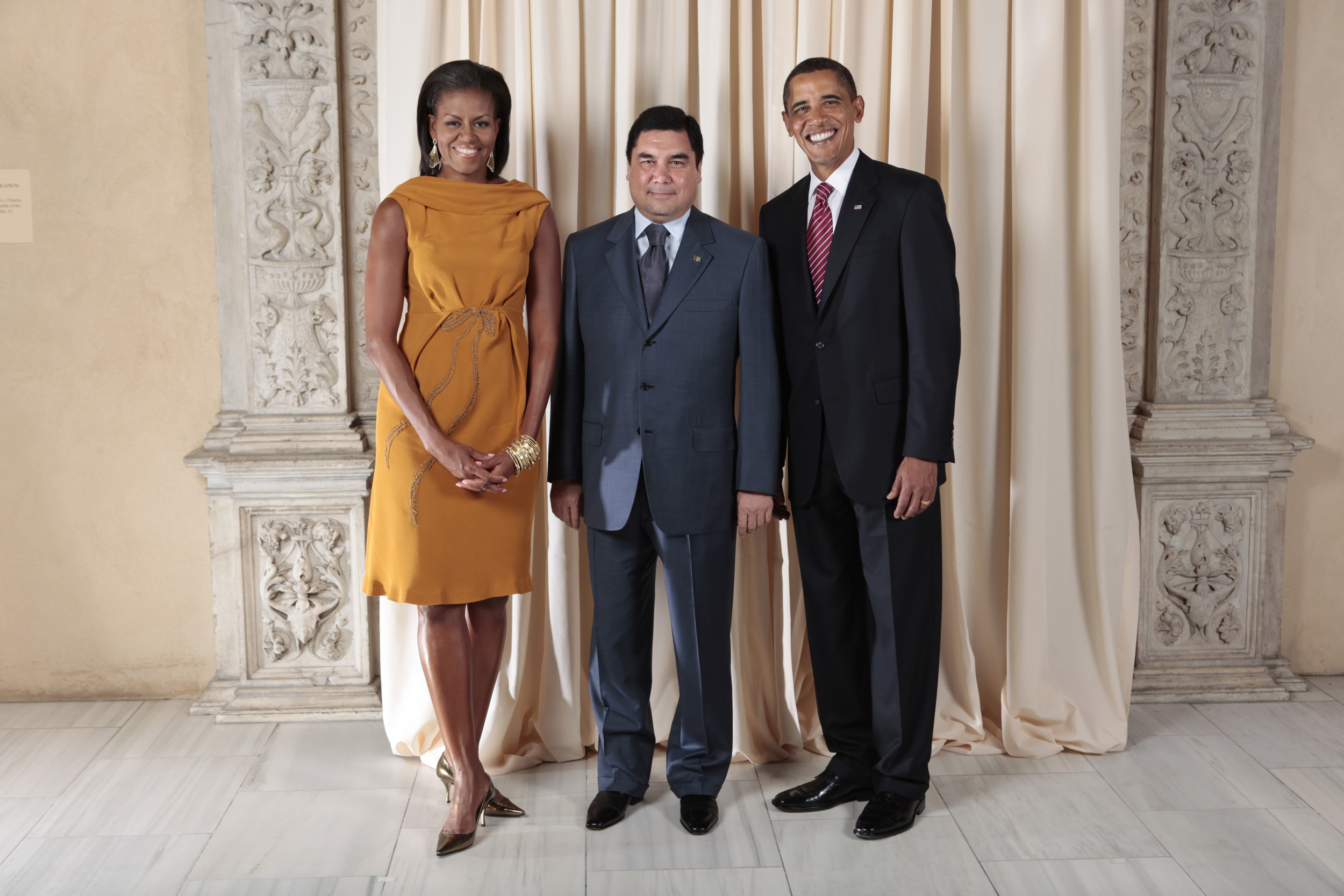
Gurbanguly Berdimuhamedow razem z Barackiem Obamą i Michelle Obamą, 23 września 2009

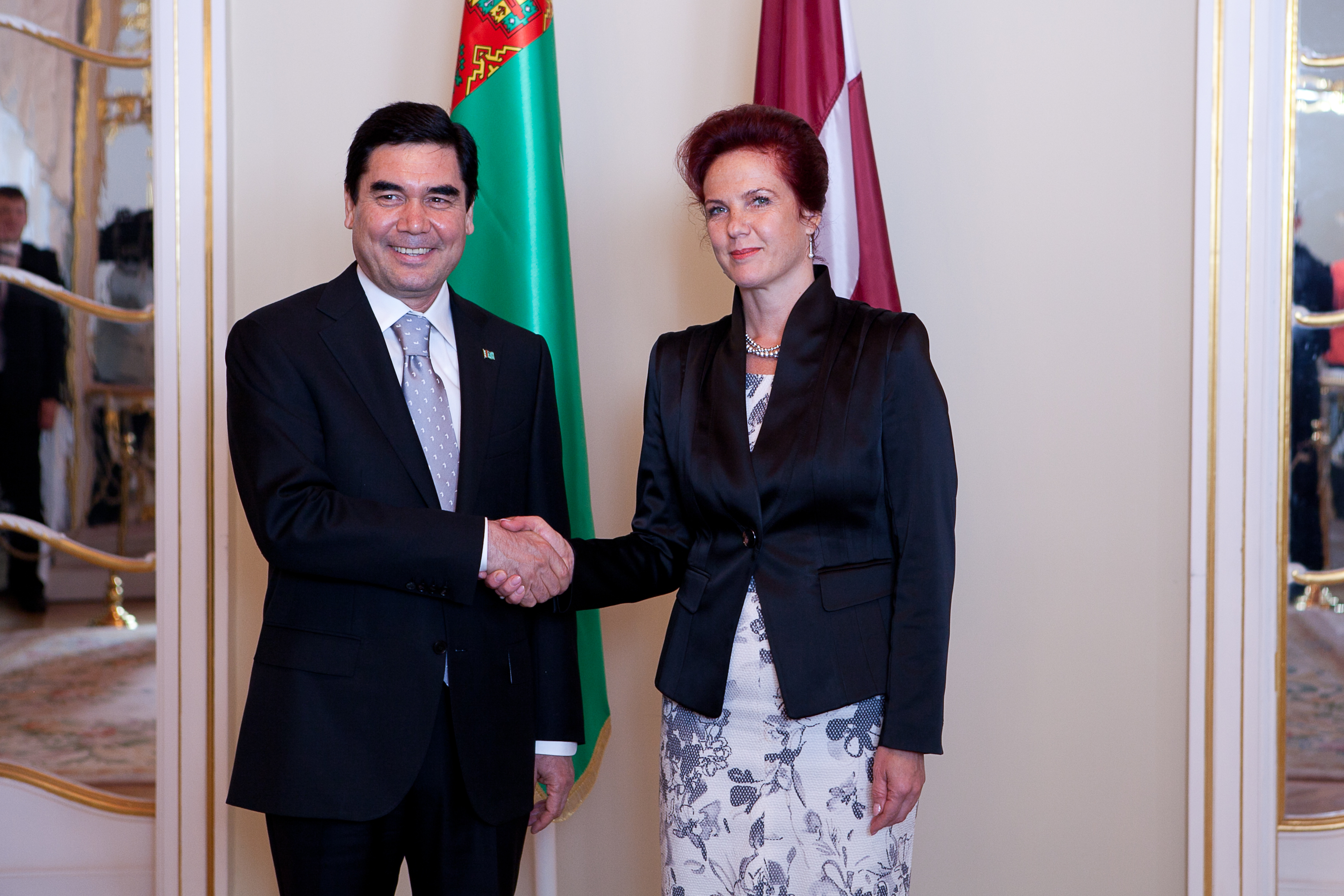
Berdimuhamedow i przewodnicząca Sejmu Łotwy Solvita Āboltiņa, 11 września 2012

Gurbanguly Mälikgulyýewiç Berdimuhamedow (ur. 29 czerwca 1957 w Babarapie k. Gökdepe) – turkmeński lekarz i polityk, w latach 2001–2007 wicepremier, w latach 2006–2013 przewodniczący Demokratycznej Partii Turkmenistanu, od 21 grudnia 2006 do 19 marca 2022 prezydent Turkmenistanu (do 14 lutego 2007 pełniący obowiązki).

## Edukacja i kariera polityczna
Gurbanguly Berdimuhamedow urodził się w 1957 roku we wsi Babarap w wilajecie achalskim. W 1979 roku ukończył Turkmeński Państwowy Instytut Medyczny i rozpoczął pracę jako lekarz dentysta. Ukończył również medyczne studia magisterskie w Moskwie.
W czasach rządów Saparmyrata Nyýazowa, w 1995 roku został dyrektorem centrum dentystycznego przy ministerstwie zdrowia i przemysłu medycznego. W 1997 roku objął stanowisko ministra zdrowia, a cztery lata później fotel wicepremiera. W 2004 roku, jako minister, nadzorował wprowadzaną przez prezydenta Nyýazowa reformę zdrowia, która zakładała m.in. likwidację wszystkich szpitali poza stolicą i największymi miastami oraz zwolnienie 15 tys. pracowników służby zdrowia i zastąpienie ich wojskowymi poborowymi.

## Przejęcie władzy po śmierci Nyýazowa
Po nagłej śmierci Nyýazowa 21 grudnia 2006, który nie zdążył wyznaczyć swego następcy, Berdimuhamedow został mianowany przewodniczącym komisji odpowiedzialnej za przygotowanie i przeprowadzenie ceremonii pogrzebowych, co było pierwszym świadectwem jego silnej pozycji w turkmeńskiej elicie politycznej.
21 grudnia 2006 został mianowany przez Radę Bezpieczeństwa Narodowego pełniącym obowiązki prezydenta, choć stanowisko to zgodnie z procedurą miało przypadać przewodniczącemu parlamentu. Pełniący tę funkcję Öwezgeldi Ataýew został uwięziony i oskarżony o „czyny niegodne zajmowanej funkcji”. Wysunięto przeciw niemu zarzuty napastowania, poniżania i podżegania do samobójstwa swojej synowej.
Berdimuhamedow, razem ze Zgromadzeniem Ludowym Turkmenistanu, 26 grudnia 2006 ogłosił przeprowadzenie wyborów prezydenckich w dniu 11 lutego 2007. Wobec autokratycznej specyfiki turkmeńskiego systemu politycznego, przeprowadzenie wyborów było działaniem fasadowym, zaś zwycięstwo Berdimuhamedowa przesądzone. Jego pięciu konkurentów do prezydentury pełniło w rzeczywistości rolę kandydatów technicznych; wszyscy oni należeli do rządzącej Partii Demokratycznej Turkmenistanu. Według oficjalnych wyników, Berdimuhamedow zdobył w wyborach ponad 89% głosów, przy frekwencji na poziomie 95%. 14 lutego 2007 został zaprzysiężony na stanowisku prezydenta.

## Prezydentura

### Pierwsza kadencja (2007–2012)
Gurbanguly Berdimuhamedow, jako głowa państwa, w pierwszą podróż zagraniczną udał się w kwietniu 2007 roku do Arabii Saudyjskiej, gdzie odbył pielgrzymkę do Mekki oraz spotkał się z królem Abd Allahem. W następną podróż udał się pod koniec kwietnia 2007 roku do Rosji, gdzie spotkał się z prezydentem Władimirem Putinem. W maju 2007 roku Rosja i Turkmenistan ogłosiły plan budowy nowego gazociągu.
W polityce wewnętrznej podjął kroki w stronę powolnego odejścia od kultu swego poprzednika i międzynarodowej izolacji kraju. Zezwolił na dostęp do nieocenzurowanego internetu w stolicy i wprowadził zmiany w systemie nauczania. 20 marca 2007 anulował prawo prezydenta do nadawania nowych nazw miastom, obiektom geograficznym oraz instytucjom. W maju 2007 roku usunął ze stanowiska wieloletniego szefa prezydenckiej służby bezpieczeństwa, Akmyrata Rejepowa.
W czerwcu 2007 roku Berdimuhamedow reaktywował działalność Turkmeńskiej Akademii Nauk, zlikwidowanej przez Nyýazowa. W kwietniu 2008 roku prezydent zniósł nazwy dni i miesięcy wprowadzonych przez poprzednika. W maju 2008 roku zapowiedział zaś przeniesienie złotego posągu Nyýazowa z centrum stolicy, Aszchabadu.
26 września 2008 w Turkmenistanie została przyjęta nowa konstytucja, zmniejszająca władzę prezydenta. Prezydent stracił prawo mianowania gubernatorów, burmistrzów miast i członków komisji wyborczej. Zlikwidowana została Rada Ludowa, wyższa izba parlamentu mianowana przez prezydenta, a skład izby niższej został podwojony. Pierwsze wybory parlamentarne na mocy nowej ustawy zasadniczej przeprowadzono 14 grudnia 2008.

### Druga kadencja (2012–2017)
W wyborach prezydenckich, które zostały przeprowadzone 12 lutego 2012, Gurbanguly Berdimuhamedow zwyciężył uzyskując 97,14% głosów. Rywalizowało z nim 7 innych kandydatów, wszyscy byli członkami Demokratycznej Partii Turkmenistanu. Wkrótce później prezydent zaczął wdrażać w życie swoje wcześniejsze zapowiedzi o chęci likwidacji systemu jednopartyjnego. 21 sierpnia 2012 została założona Partia Przemysłowców i Przedsiębiorców Turkmenistanu, druga legalnie działająca formacja polityczna. 10 czerwca 2013 jej przywódca Orazmämmet Mämmedow dostał mandat deputowanego do Mażylisu Republiki. W perspektywie zbliżających się wyborów parlamentarnych, 18 sierpnia 2013 Berdimuhamedow ustąpił z funkcji przewodniczącego Demokratycznej Partii Turkmenistanu i wystąpił z tej partii na okres trwania swojej prezydentury.
15 grudnia 2013 w Turkmenistanie odbyły się pierwsze w historii wielopartyjne wybory parlamentarne. Demokratyczna Partia Turkmenistanu odniosła w nich zwycięstwo uzyskując 47 na 125 miejsc w parlamencie. Pozostałe mandaty przypadły różnym organizacjom takim jak m.in. Organizacja Związków Zawodowych Turkmenistanu czy Unia Kobiet Turkmenistanu. Frekwencja wyborcza wyniosła 91,33%, wybory zostały skrytykowane przez organizacje broniące praw człowieka i społeczność międzynarodową.
Podczas wojny na wschodniej Ukrainie Gurbanguly Berdimuhamedow oficjalnie nie poparł żadnej ze stron chcąc zachować neutralność. Mimo to Turkmenistan przeważnie odbierany był jako sojusznik Rosji.
Pomimo odchodzenia od kultu poprzednika, w czasie swej drugiej kadencji prezydent coraz bardziej wprowadzał swój kult osobisty. Przyjął tytuł „Arkadaga” (Protektora), a w maju 2015 roku odsłonił w Aszchabadzie swój 15-metrowy pomnik konny, pokryty 24-karatowym złotem. Jako pasjonat jeździectwa, otrzymał od parlamentu honorowe tytuły, Narodowego Hodowcy Koni oraz Mistrza Jeździectwa.

### Trzecia kadencja (2017–2022)
W październiku 2016 roku data kolejnych wyborów prezydenckich została wyznaczona na 12 lutego 2017. Miesiąc wcześniej, 14 września 2016, parlament przyjął poprawki do konstytucji, znoszące cenzus wiekowy powyżej 70 lat dla kandydatów na urząd prezydenta oraz wydłużające jego kadencję z 5 do 7 lat. Wobec braku w konstytucji przepisów o jakimkolwiek limicie kadencji prezydenta, zmiany w prawie umożliwiały 59-letniemu prezydentowi ubieganie się bez ograniczeń o kolejne kadencje. W wyborach prezydenckich z 12 lutego 2017 Berdimuhamedow uzyskał 97,7% głosów przy ponad 97% frekwencji, najwięcej spośród wszystkich dziewięciu kandydatów. Proces wyborczy został skrytykowany przez część organizacji pozarządowych i ponownie uznany za niedemokratyczny.
W styczniu 2018 roku wprowadził kontrowersyjny zakaz posiadania samochodów w kolorze czarnym oraz zakaz prowadzenia samochodów przez kobiety.
W lutym 2022 roku ogłosił, że zamierza „ustąpić młodym ludziom”, w związku z czym zarządzono przedterminowe wybory prezydenckie na 12 marca tegoż roku. W nich zwyciężył jego syn – Serdar. 19 marca 2022 roku doszło do zaprzysiężenia prezydenta elekta, w związku z czym Gurbanguly ustąpił ze stanowiska.

## Publikacje
W 2017 roku wydał książkę pt. Turkmenistan – serce Szlaku Jedwabnego, gdzie tłumaczy potrzebę neutralności Turkmenistanu na arenie międzynarodowej.

## Nagrody i odznaczenia (lista niepełna)
- Bohater Turkmenistanu (dwukrotnie, 2011[31] i 2017[32]) z medalem Altyn Ai[32]
- Order Ojczyzny (2007)
- Gwiazda Orderu Prezydenckiego (1994)
- Order Państwowy Republiki Tureckiej (2012)
- Order Al-Chalifa (2011)[33]
- Order Złotego Orła (2022)[34]
- Medal „10 lat Astany” (2008)
- Order Republiki Serbii (2013)[35]
- Order Ismaila Samaniego (Орден Исмоили Сомони) (2010)
- Order „Za wybitne zasługi” (2007)
- Order Republiki (2016)[36]
- Order „Za zasługi dla Ojczyzny” IV klasy (2022)[37]
- Order Aleksandra Newskiego (2017)[38]